# Oncosperma horridum
Oncosperma horridum là loài thực vật có hoa thuộc họ Arecaceae. Loài này được (Griff.) Scheff. mô tả khoa học đầu tiên năm 1871.